# Аяг-Карвенд
Ая́г-Карве́нд (азерб. Ayaq Qərvənd) — село в Агдамском районе Азербайджана.

## Этимология
Название происходит от названия села Карвенд (происходит от названия племени «кебирли») и слова «аяг» («нога», однако здесь употребляется в значении «нижний»). В переводе на русский — Нижние Ляки.

## История
Первые упоминания села датированы началом XX века.
В 1926 году согласно административно-территориальному делению Азербайджанской ССР село относилось к дайре Хиндристан Агдамского уезда.
После реформы административного деления и упразднения уездов в 1929 году был образован Карвендский сельсовет в Агдамском районе Азербайджанской ССР.
Согласно административному делению 1961 и 1977 года село Аяг-Карвенд входило в Карвендский сельсовет Агдамского района Азербайджанской ССР.
В 1999 году в Азербайджане была проведена административная реформа и был учрежден Карвендский муниципалитет Агдамского района.

## География
Расположено на правом берегу реки Хачынчай.
Село находится в 24 км от райцентра Агдам, в 21 км от временного райцентра Кузанлы и в 328 км от Баку. Ближайшая ж/д станция — Тазакенд.
Высота села над уровнем моря — 252 м.

## Население
| Численность населения |
| 1979                  |
| --------------------- |
| 310                   |

## Климат
В селе холодный семиаридный климат.

## Инфраструктура
В 2015 году в селе для нужд хозяйства были вырыты субартезианские колодцы.